# محمد حسن المامقاني
محمد حسن المامقاني: محمد حسن بن عبد الله بن محمد باقر المامقاني (22 شعبان 1238 – 18 محرّم  1323) من مواليد مدينة مامقان في تبريز بإيران. عالم ومرجع ديني من مراجع المسلمين الشيعة الإثني عشرية، تعلم مقدمات العلوم الدينية في مدينته ثم انتقل إلى الحوزة العلمية في كربلاء بمعية والده الشيخ عبد الله المامقاني، ودرس ردحاً من الزمان فيها، وبعد فتنة الوالي العثماني نجيب باشا ومقتلته بحق أهالي كربلاء وزوّارها بتاريخ 11 ذي الحج 1258 ، غادر كربلاء مكرهاً بعدما طلب جمع من أهالي مدينته من المرجع الديني الشيخ محمد حسن النجفي أن يأمره بالتوجه معهم إلى بلدته بتبريز لغرض حمايته أولاً، ولغرض قيامه بالتبليغ والتدريس هناك. رجع عام 1270 إلى حاضرة النجف العلمية واستقر في مدرسة الصحن الغروي ودرس الدروس العليا والبحث الخارج في حوزتها على جملة من العلماء، واستقل بتدريس البحث الخارج وآلت إليه الزعامة الدينية بعد وفاة المجدد الشيرازي.

## أساتذته
- الشيخ مرتضى الانصاري
- السيد حسين الكوهكمري
- الشيخ راضي النجفي
- الشيخ مهدي آل كاشف الغطاء
- المولى علي الميرزا خليل الطبيب في علم الرجال
- الشيخ عبد الرحيم البروجردي
- الشيخ حسن كاشف الغطاء
- الشيخ علي ابن الشيخ جعفر الجناجي النجفي [7][8]

## من طلابه
- السيّد أبو الحسن الموسوي الإصفهاني
- السيّد محمّد رضا الطباطبائي التبريزي
- الشيخ محمّد تقي الشيرازي
- الشيخ عبد الحسين صادق العاملي
- السيّد محسن الأمين العاملي
- الشيخ محمّد حسين كاشف الغطاء
- نجلاه الشيخ أبو القاسم والشيخ عبد الله المامقاني
- الشيخ محمّد حرز الدين النجفي
- الشيخ صادق المجتهد التبريزي
- الشيخ جعفر الستري البحراني
- الشيخ شعبان الجيلاني
- الشيخ أبو القاسم الأُردبادي
- السيّد علي الرضوي الداماد
- الشيخ محمّد جواد البلاغي
- الشيخ علي كاشف الغطاء
- الشيخ إبراهيم الأردبيلي
- الشيخ فرج الله الخياباني
- الشيخ فيّاض الزنجاني
- الشيخ جبر النجفي
- الشيخ محمّد طاهر السماوي
- الشيخ علي المرندي
- الشيخ علي أكبر النهاوندي
- الشيخ حسن العلياري التبريزي
- السيّد عبد الرزّاق الحلو
- السيّد محمّد باقر الموسوي القزويني [8]

## من ملكاته الشخصية
كان وضعه المادي والاقتصادي واحداً لم يتغير حينما كان طالب علم وحينما آلت اليه الزعامة والمرجعية الدينية، وكان زاهداً يتحرج كثيراً من صرف الحقوق الشرعية على حاجات بيته الأساسية على الرغم من أنه كان أحد مصاديق هذه الحقوق الشرعية ، فقد بعث اليه الملك مظفر الدين شاه 2500 تومان وهو مبلغ كبير جداً قياسا لذلك العصر، وقال: 1500 تومان منه نذر للسادة من ذرية الرسول و 1000 تومان للطلبة العاديين. فوزعه المرجع المامقاني في نفس اليوم ولم يُبق منه شيئاً، ثم استدان لمصرفه العائلي والشخصي من موارد أخرى.

## من مؤلفاته
- أصالة البراءة
- بشرى الوصول إلى أسرار علم الأصول
- ذرائع الأحلام إلى أسرار شرائع الإسلام
- الرسالة العملية
- غاية الآمال في شرح المكاسب
- نهاية المقال في تكملة غاية الآمال
- حاشية على مكاسب الشيخ مرتضى الأنصاري
- منتخب المسائل
- تقرير بحث المولى علي ميرزا خليل في علم الرجال [4]

## وفاته
بعد عام من سفره الأخير لزيارة المشهد الرضوي في خراسان ومرقد السيد عبد العظيم الحسني في طهران، رجع إلى مدينة النجف في شهر محرم الحرام سنة 1323وهو يستعد لوفاته، وينقل عنه ولده الشيخ عبد الله المامقاني أنه قرأ دعاء العديلة للمرة الأخيرة ورَمَقَ السماء وتشهد الشهادتين وفارق الحياة وكفنوه بكفن كان قد غسله بماء الفرات في حياته وطاف به المراقد المقدسة، ودفن في مثواه الأخير بالنجف. وينقل عنه حفيده آية الله الشيخ محيي الدين المامقاني:«في حدود سنة 1388 للهجرة - أي بعد 65 عاماً من وفاة جده – عزمت لتوسيع مقبرة جدي وبنائه من جديد في اثناء ما كان البناؤون يعملون، هُدِمَ القبر، فتبين جسده الطاهر، وحضر جمع من العلماء والمؤمنين وشاهدوا ذلك الجسد – بعد تلك السنوات – طرياً لم يتغيّر حتى لون كفنه، وكأنه ميّت قبل حين».

## من أقوال العلماء فيه
قال عنه أغا بزرك الطهراني في موسوعته نقباء البشر:«لقد رأيته وشاهدت بعيني سلوك هذا الرجل العظيم، وما نقلته من زهده وتقواه كان من مشاهداتي الشخصية وليس نقلاً عن هذا وذاك، وإن كان أحد يتجرأ أن لا يراه أعلم أهل زمانه فإنه لا يتجرأ أبداً أن لا يراه أورع أهل زمانه». وجاء في كتاب أعيان الشيعة للسيد محسن العاملي وفي كتاب الفوائد الرضوية للمحدث القمي نفس المضمون أعلاه.
وقال السيّد جمال الدين الكلبايكاني:«لم يقدّر لنا أن نحظى بالتشرّف بزيارة المعصومين والتعرّف على سلوكهم وسيرتهم العملية… إلّا إنّا قد شاهدنا تالي المعصوم المامقاني فأعطانا صورة مصغّرة عنهم».
وفي كتاب ريحانة الأدب  لمؤلفه محمد علي التبريزي، قال:«آية الله العظمى المامقاني هذا كان من أول الصباح يدرّس طلبته الذين بلغوا خمسمائة طالب ولمدة ثلاثين سنة».